# Siège de Québec (1759)
Pour les articles homonymes, voir Siège de Québec.
Guerre de la Conquête
Batailles
- Minorque (navale) (1756)
- Pirna (1756)
- Lobositz (1756)
- Reichenberg (1757)
- Prague (1757)
- Kolin (1757)
- Hastenbeck (1757)
- Gross-Jägersdorf (1757)
- Moys (1757)
- Rochefort (1757)
- Rossbach (1757)
- Breslau (1757)
- Leuthen (1757)
- Carthagène (navale) (1758)
- Olomouc (1758)
- Saint-Malo (1758)
- Rheinberg (1758)
- Krefeld (1758)
- Domstadl (1758)
- Cherbourg (1758)
- Zorndorf (1758)
- Saint-Cast (1758)
- Tornow (1758)
- Lutzelberg (1758)
- Hochkirch (1758)
- Bergen (1759)
- Kay (1759)
- Minden (1759)
- Kunersdorf (1759)
- Neuwarp (navale) (1759)
- Hoyerswerda (1759)
- Baie de Quiberon (navale) (1759)
- Maxen (1759)
- Meissen (1759)
- Glatz (1760)
- Landshut (1760)
- Corbach (1760)
- Emsdorf (1760)
- Dresde (1760)
- Warburg (1760)
- Liegnitz (1760)
- Rhadern (1760)
- Berlin (1760)
- Kloster Kampen (1760)
- Torgau (1760)
- Belle-Île (1761)
- Langensalza (1761)
- Cassel (1761)
- Grünberg (1761)
- Villinghausen (1761)
- Ölper (1761)
- Kolberg (1761)
- Wilhelmsthal (1762)
- Burkersdorf (1762)
- Lutterberg (1762)
- Reichenbach (1762)
- Almeida (1762)
- Valencia de Alcántara (1762)
- Nauheim (1762)
- Vila Velha de Ródão (1762)
- Cassel (1762)
- Freiberg (1762)

- Jumonville Glen (1754)
- Fort Necessity (1754)
- Fort Beauséjour (1755)
- 8 juin 1755
- Monongahela (1755)
- Petitcoudiac (1755)
- Lac George (1755)
- Fort Bull (1756)
- Fort Oswego (1756)
- Kittanning (1756)
- En raquettes (1757)
- Pointe du Jour du Sabbat (1757)
- Fort William Henry (1757)
- German Flatts (1757)
- Lac Saint-Sacrement (1758)
- Louisbourg (1758)
- Le Cran (1758)
- Fort Carillon (1758)
- Fort Frontenac (1758)
- Fort Duquesne (1758)
- Fort Ligonier (1758)
- Québec (1759)
- Fort Niagara (1759)
- Beauport (1759)
- Plaines d'Abraham (1759)
- Sainte-Foy (1760)
- Neuville (1760)
- Ristigouche (navale) (1760)
- Mille-Îles (1760)
- Signal Hill (1762)

- Cap-Français (1757)
- Martinique (1759)
- Guadeloupe (1759)
- Dominique (1761)
- Martinique (1762)
- Cuba (1762)

- Chandernagor (1757)
- Plassey (1757)
- Gondelour (1758)
- Négapatam (navale) (1758)
- Condore (1758)
- Madras (1758)
- Pondichéry (navale) (1759)
- Masulipatam (1759)
- Chinsurah (1758)
- Wandiwash (1760)
- Pondichéry (1760-1761)
- Manille (1762)

- Saint-Louis (1758)
- Gorée (1758)
- Gambie

Le siège de Québec de 1759 est un épisode majeur de la guerre de la Conquête au Canada opposant Britanniques et Français. Capitale de la Nouvelle-France, Québec est assiégé par les forces britanniques du 26 juin jusqu'à sa capitulation le 18 septembre 1759.

## Contexte

### Une conquête à terminer
William Pitt accède au pouvoir en juin 1757, et forme une coalition ministérielle avec le duc de Newcastle peu après. Le secrétaire d'État Pitt ravive alors son plan de conquête des colonies françaises de l'Amérique du Nord, dont le Canada est la principale cible. La campagne militaire de l'année 1758 est un succès partiel pour les Britanniques : l'amiral Edward Boscawen et le major-général Jeffery Amherst prennent la forteresse de Louisbourg sur l'île Royale le 26 juillet, le brigadier-général John Forbes capture le Fort Duquesne dans la vallée de l'Ohio, cependant l'opération principale de la campagne s'avère un échec. Les troupes de terre commandées par le marquis de Montcalm défont l'importante force dirigée contre eux par le général James Abercrombie, le 8 juillet, à la bataille de Fort Carillon.
William Pitt avait souhaité que la flotte britannique pousse jusqu'à Québec après le siège victorieux de Louisbourg, mais la marine était d'avis que la chose n'était pas praticable principalement en raison de la saison avancée.
L'expédition contre Québec est donc remise à l'année 1759.
Jeffery Amherst monte en grade et devient commandant en chef des forces armées britanniques en Amérique. Il a ordre de s'avancer jusqu'à Montréal via le lac Champlain ou mieux encore, si possible, de pousser jusqu'à Québec. Dans le cadre de cette opération, le brigadier-général John Prideaux doit monter une attaque contre le Fort Niagara, situé à la jonction de la rivière du même nom et du lac Ontario. Pendant ce temps, la flotte britannique, commandée par le vice-amiral Charles Saunders doit s'avancer dans le fleuve Saint-Laurent jusqu'à Québec pour y faire débarquer une force de terre et commencer le siège de la ville. C'est à James Wolfe, promu pour cette occasion au grade de major-général, que revient la tâche de réussir cette opération qui divisera les forces françaises, obligées de défendre des postes aux extrémités ouest (Niagara) et est (Québec) de l'immense territoire de la Nouvelle-France.

### De maigres secours pour la Nouvelle-France
En décembre 1758, le gouverneur Vaudreuil et le chef des armées de Nouvelle-France, le marquis de Montcalm, dépêchent Louis-Antoine de Bougainville et le commissaire André Doreil à Versailles pour demander des secours. C'est plus le point de vue de Montcalm que celui de Vaudreuil que Bougainville fait valoir aux ministres, mais, en définitive, Versailles ne satisfait aux demandes ni de l'un ni de l'autre.
Montcalm croit la situation désespérée. Bien qu'il souhaite recevoir d'importants renforts de soldats et de munitions, il n'y compte pas trop, car il sait que la marine britannique est en mesure d'intercepter tout navire que la France pourrait lui envoyer. Il propose donc de faire diversion en attaquant la Virginie ou les Carolines, en fomentant une rébellion des esclaves, etc., afin de forcer les Britanniques à faire descendre des troupes jusque-là et donc de les retirer du front offensif contre Québec. Dans un mémoire séparé, il propose également ce que Vaudreuil voit comme le démantèlement de ses propres troupes et de sa milice. Il croit qu'il faut incorporer les meilleurs Canadiens aux régiments français pour grossir leur nombre. De plus, Montcalm demande à être rappelé, évoquant des raisons de santé et des dettes à payer.
De son côté, Vaudreuil demande l'aide de la marine royale directement contre l'ennemi dans le golfe du Saint-Laurent ou dans une diversion contre les colonies britanniques. Il appuie le rappel de Montcalm et propose François-Gaston de Lévis, commandant en second des troupes de terre, avec qui il s'entend très bien, pour le remplacer à la tête de l'armée française.
À Versailles, on décide d'envoyer quatre navires de munitions et de marchandises et de laisser à l'entreprise privée le soin de transporter des vivres. En fait de soldats, ce sont environ 400 remplacements, plus 40 canonniers et des ingénieurs qu'on envoie. Vaudreuil est d'accord avec Montcalm pour la réorganisation des forces qui feront entrer des Canadiens dans les rangs français. Les Canadiens, qui sont intégrés aux troupes régulières, sont entrainés par Jean-Daniel Dumas. Montcalm n'est pas rappelé, il est au contraire promu au grade de lieutenant général des armées, principalement en reconnaissance de sa victoire à Carillon. Vaudreuil et Bigot reçoivent chacun une lettre qui les avisent qu'ils sont subordonnés à Montcalm dans toutes les questions d'opération et d'administration concernant la défense de la colonie. Vaudreuil reçoit l'ordre de consulter Montcalm pour toute question portant sur les opérations et la défense et de lui communiquer toutes les lettres qu'il reçoit de la métropole. Vaudreuil reçoit une lettre privée de Versailles qui lui enjoint de ne pas apparaitre sur le champ de bataille ou interférer dans les affaires militaires à moins d'être autorisé par Montcalm. Peut-être pour lui faire digérer cette décision, il reçoit la grand-croix de l'ordre de Saint-Louis.
Le blocus du Saint-Laurent, dont l'amiral Philip Durell est chargé, s'avère un échec. Les vaisseaux qu'il commande sont retenus à Halifax par les glaces jusqu'à la fin avril. Le mauvais vent le retient encore jusqu'au 5 mai. Sa flotte de dix vaisseaux de guerre plus trois navires transportant 600 soldats n'atteint Le Bic que le 21 mai. Or, la flottille française, conduite par le lieutenant de frégate Jacques Kanon et Jean Vauquelin, passait à cet endroit le 9 mai. Ce sont 16 navires qui atteignent Québec le 18 mai. D'autres convois — dont la Chézine qui transporte Bougainville —, arrivent au cours des jours qui suivent. Les secours envoyés par la France sont largement insuffisants; celle-ci mise sur le Projet français d'invasion de la Grande-Bretagne (1759), mais dans les circonstances, ils apportent la joie et permettent d'espérer pour la colonie.

## Déroulement du siège

### Préparatifs
Le commandement français apprend la nouvelle d'une expédition contre Québec via le Saint-Laurent au début du mois de mai 1759. Montcalm, qui est à Montréal, demande la permission à Vaudreuil de partir immédiatement pour Québec afin de voir à la défense de la capitale. Il arrive à Québec le soir du 22 et commence à diriger les travaux nécessaires à sa défense. Dès le 24 mai, quelque 300 marins s'affairent déjà à creuser des retranchements sur la rive droite (ouest) de la rivière St-Charles de son embouchure jusqu'à une lieue au nord. Une chaîne de port fut fabriquée par les forgerons pour attacher ensemble des mâts de navires, installée en travers de la rivière Saint-Charles pour empêcher toute embarcation ennemie d'y entrer. Une ligne de retranchements est également creusée du saut de Montmorency jusqu'aux murs de la ville. Les bataillons de soldats français qui ont hiverné à Montréal et Québec sont déplacés à l'est vers Québec. Vaudreuil ordonne la mobilisation de toute la milice du pays et l'évacuation des régions voisines de Québec : l'île d'Orléans, la Côte-du-Sud, la côte de Beauport. Les habitants des environs arrivent à Québec avec leurs enfants, leurs objets de valeur, leur bétail même. Les hommes incorporent leurs milices respectives. C'est la loi du pays que tous les hommes valides de 16 à 60 ans font partie de la compagnie de milice de leur paroisse, mais on voit parmi les miliciens des vieillards de 70 ans et des garçons aussi jeunes que 15 ans. Ce sont quelque 15 000 combattants, dont environ 150 Acadiens rescapés de la déportation, qui se portent à la défense d'un pays où l'on recense environ 60 000 colons en tout. La moitié des miliciens sont des vieillards ou des enfants, remarque Montcalm. Un corps de cavalerie est formé en juin 1759: il est constitué de 200 Canadiens volontaires choisis parmi de bons cavaliers. L'uniforme de la cavalerie est bleu, avec le col et les poignets rouges ; les cavaliers étaient armés d'un fusil, un pistolet, une baïonnette et un sabre. Cinq officiers français dirigent les 2 compagnies de 100 cavaliers. Un des officiers français, le Capitaine La Rochebaucourt, fut nommé Commandant de la cavalerie (ce fut la première fois que la cavalerie fut utilisée en Amérique du Nord). La cavalerie fut active jusqu'à la reddition de Montréal à l'automne 1760. Le plan d'évacuation des campagnes des environs de Québec ne pourra finalement être complété à temps, aussi des habitants resteront-ils cachés dans les bois, fusils à la main.
Du côté britannique, l'expédition contre Québec débute le 4 juin, alors que la flotte commandée par Charles Saunders quitte le port de Louisbourg pour remonter le fleuve Saint-Laurent jusqu'à Québec. La flotte comprend environ le quart de toute la marine royale britannique, plus des transporteurs marchands. On y dénombre 49 navires de guerre ayant à leur bord quelque 13 500 hommes d'équipage, ainsi que 119 vaisseaux marchands, opérés par 4 500 matelots et transportant un corps de débarquement de 8 500 soldats réguliers,.

### Devant Québec

Carte du siège de Québec par les Anglais en 1759. Gravure publiée en 1884.

Le 26 juin, l'armada britannique atteint l'île d'Orléans, devant Québec, sans grande difficulté. Des cartes de navigation françaises, de même que de l'information soutirée à des marins français faits prisonniers, permettent aux pilotes britanniques de s'avancer sans crainte et d'atteindre leur destination sans perte. La marine britannique se montre prudente et méthodique : elle fait sonder le fleuve au fur et à mesure qu'elle progresse, vérifiant ainsi l'exactitude des informations qu'elle a obtenues de l'ennemi.
Le 27 juin, le général Wolfe fait débarquer une partie de ses soldats à St-Laurent, au sud de l'île d'Orléans. Wolfe et un détachement de troupes légères marchent immédiatement six miles (10 km) en direction de la pointe ouest, là où il est possible d'apercevoir la longue ligne des retranchements français qui part de la rivière Montmorency, juste en face, et se rend vers l'ouest jusqu'à la ville de Québec. C'est à cet endroit que le principal camp britannique est installé quelque temps plus tard.
Le jour du débarquement, Wolfe fait diffuser un manifeste adressé à la population canadienne en vue de la terroriser. Des copies du manifeste sont placardées sur les portes de diverses églises de la région dans les jours qui suivent,.
Le soir du 28 juin, à 22 h 00, l'armée française attaque la flotte britannique ancrée à l'île d'Orléans avec des brûlots. Il y a confusion et les brûlots sont allumés trop tôt,. C'est environ un million de livres françaises qui s'envolent en pure perte.
La nuit suivante, des troupes légères de soldats britanniques débarquent dans la paroisse de Beaumont. Ils sont suivis, le lendemain matin (le 30), par quatre bataillons de la brigade de Monkton. La milice canadienne du capitaine de Léry ne parvient pas à empêcher le débarquement.

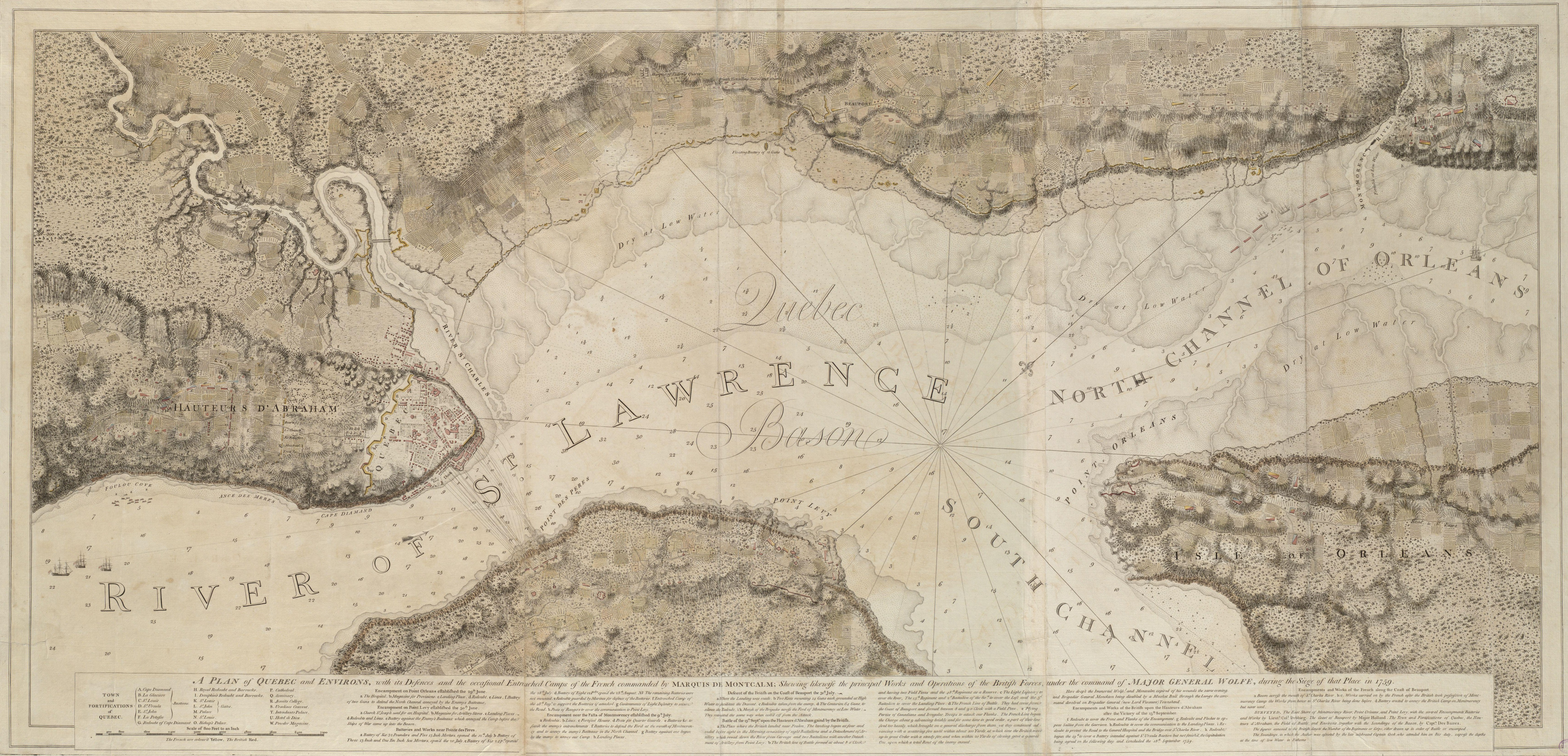
Plan du siège de Québec de 1759, par Joseph F. W. Des Barres.

### Bombardement quotidien de la ville

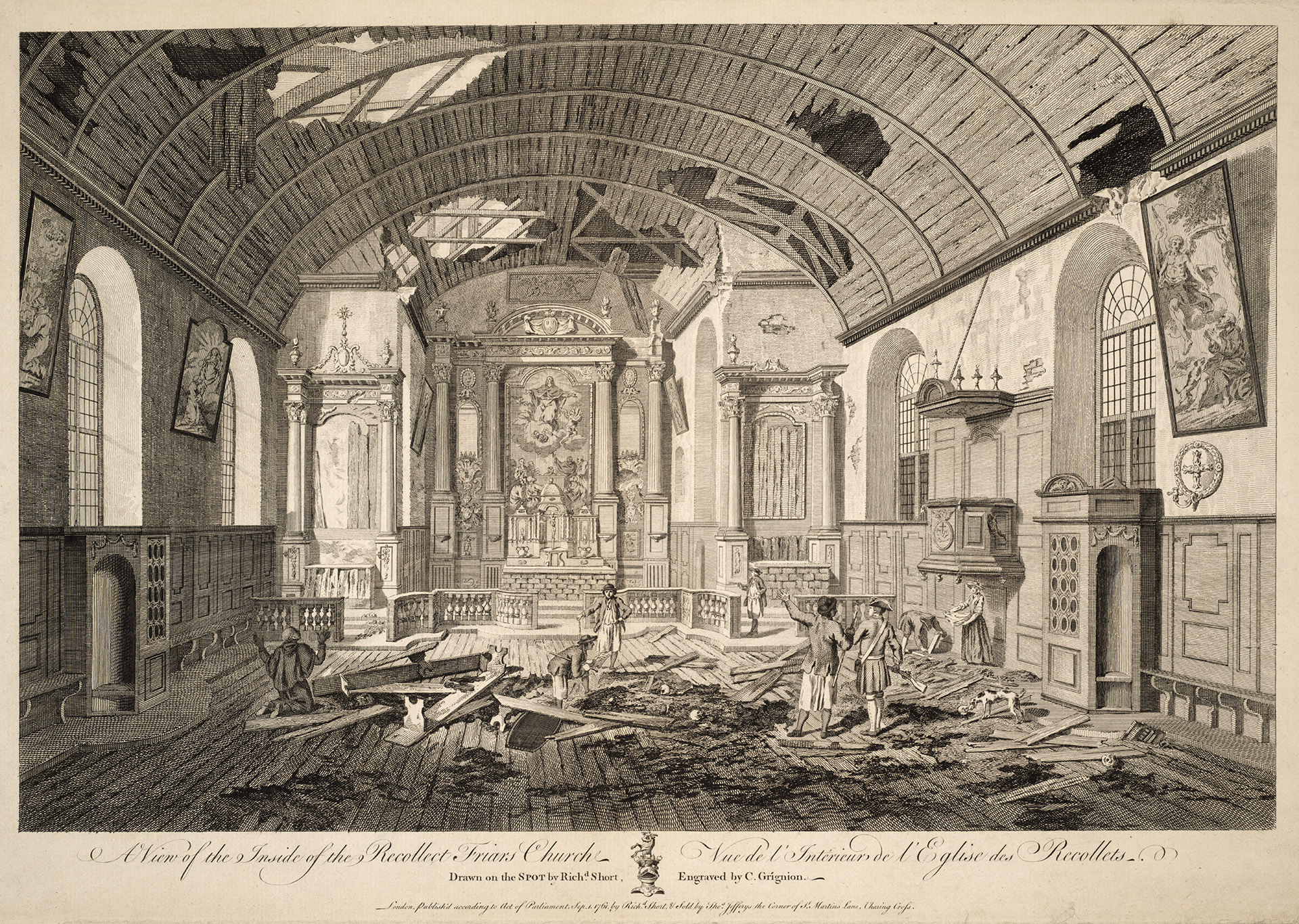
Vue de l'intérieur de l'église des Récollets. En plus de représenter les dommages causés à la chapelle des Récollets par les bombardements britanniques de 1759 sur Québec, cette estampe offre une vue de l'intérieur d'une église du début du XVIIIe siècle.

Le 30 juin, les portes de la ville de Québec se ferment.
Le détachement britannique de Monckton commence à ériger des batteries sur la Pointe-Lévy, juste de face de la ville de Québec, de l'autre côté du fleuve, à une distance de 1 200 verges à un mille,. Le 6 juillet, le lieutenant-colonel George Williamson, commandant d'artillerie, fait ériger une première batterie de cinq mortiers de treize pouces et six canons de trente-deux livres. À la fin août, quatre batteries (13 mortiers et 20 canons) sont en opération. Ces batteries sont installées le long de la falaise (précisément sur le lieu de l'actuelle école Marcelle-Mallet de Lévis) et on retrouve aussi la redoute du lieutenant-colonel Ralph Burton.
Le soir du 12 juillet, vers 21 h, les batteries ouvrent le feu. La ville sera bombardée pratiquement toutes les nuits, et parfois le jour également, pendant deux mois. Du commencement des tirs jusqu'au lendemain vers midi, quelque 300 bombes pénètrent les remparts de Québec. Les tirs des canons et mortiers britanniques sont dirigés sur les résidences de la Haute-Ville et non sur les batteries françaises de la Basse-Ville. Douze jours plus tard, ce sont quelque 15 000 bombes qui ont été projetées en direction de Québec.
L'ingénieur français Nicolas Sarrebource de Pontleroy, qui dans un mémoire daté du 12 janvier 1759 avait indiqué que les tirs de batteries installées sur la Pointe-Lévy ne pouvaient atteindre que la Basse-Ville, était manifestement dans l'erreur. Le couvent des Ursulines, en plein cœur de la Haute-Ville, est endommagé par les tirs dès la première nuit. Les sœurs doivent se réfugier à l'Hôpital général de Québec à St-Charles, dans le Nord-Ouest de la ville. Malgré les dommages importants qu'il subit, le couvent est un des rares édifices d'époque qui soit toujours debout aujourd'hui.
Les dommages les plus considérables proviennent non pas des tirs en eux-mêmes, mais du fait que les batteries britanniques lancent un nombre considérable de « carcasses », c'est-à-dire des projectiles incendiaires. Des incendies majeurs se déclarent dans la Haute-Ville au cours des nuits du 16 juillet et du 22 juillet et dans la Basse-Ville le 8 août. La ville de Québec perd sa cathédrale dans l'incendie du 22 juillet. L'incendie le plus important est celui du 8 au 9 août, qui détruit quelque 152 édifices en plus de l'église Notre-Dame-des-Victoires. Au lendemain du sinistre, en tenant compte des dommages des deux précédents, c'est plus de la moitié de la ville, soit quelque 180 édifices des plus riches quartiers, qui sont détruits. Une dépêche britannique du 10 août affirme : « Nous avons déjà dépensé trois fois plus de munitions que durant le siège de Louisbourg. » Le 2 septembre, le commandant d'artillerie Willamson rapporte avoir tiré « 2 498 obus de treize pouces ; 1 920 obus de dix pouces ; 283 carcasses de treize pouces ; 93 carcasses de dix pouces ; ainsi que 11 500 boulets de vingt-quatre livres et 1 589 boulets de trente-deux livres ».
À ces bombardements massifs, les batteries de la Basse-Ville ne donne guère de réponse car les réserves de poudre sont trop faibles.

### Bataille de Beauport
Un mois après son arrivée devant Québec, le général Wolfe se décide à effectuer un débarquement massif de troupes pour attaquer l'adversaire sur la ligne de Beauport. Son plan est de prendre la redoute qui se trouve devant les lignes afin de forcer les Français à sortir de leurs retranchements. Une fois sur place, il réalise son erreur : la redoute est plus près des lignes ennemies qu'il l'avait évalué et il est tout à fait possible pour les Français de tirer dans cette direction en restant là où ils sont retranchés. Wolfe peut revenir en arrière, mais il fonce quand même. Le camp britannique perd quelque 400 soldats dans l'opération.

### Expéditions de représailles

#### Expéditions de Goreham
Au lendemain de la défaite de Beauport, le général Wolfe ordonne la fortification de son camp de Montmorency. Il décide de garder ses hommes occupés pendant qu'il médite le plan de la prochaine attaque. Le 3 août, il ordonne au brigadier Murray de tenter une attaque contre le dépôt de munitions et de vivres de Trois-Rivières et de diviser et distraire l'ennemi en tentant de multiples descentes à l'ouest de Québec. Cette mission l'occupera jusqu'au 25 août.
Le 4 août, un peu plus d'un mois après la diffusion de son premier manifeste aux habitants du Canada, et six jours avant la date limite fixée par le deuxième, Wolfe met à exécution sa menace de représailles en ordonnant la destruction « des habitations et des établissements dans la Baie St-Paul ». Il choisit Joseph Goreham, capitaine des Rangers de Rogers, pour diriger cette expédition de représailles contre la population locale. Dans une lettre au brigadier Robert Monkton, il propose de fournir de 200 à 220 Rangers à Goreham, mais c'est plutôt 150 Rangers qu'il aura à son emploi. Le 6 août, dans une autre lettre à Monkton, Wolfe projette d'incendier « toutes les maisons du village de Saint-Joachim à la rivière Montmorency », et, si Goreham revient à temps, il se propose de lui donner les renforts nécessaires à la destruction des établissements entre la rivière Chaudière et la rivière Etchemin.
Le 6 août toujours, Goreham et ses hommes s'embarquent pour le village de Baie-Saint-Paul, qu'ils incendient le 9 août. L'expédition procède ensuite en direction de La Malbaie, à dix lieues à l'est et ravage tout sur son passage. Traversant sur la Côte-du-Sud, lui et ses Rangers détruisent une partie de la paroisse de Sainte-Anne-de-la-Pocatière, de même que celle de St-Roan, puis s'en retournent à leur campement le 15. Le 15 août, Wolfe écrit à Monkton : « Toutes les maisons et les étables entre la rivière Etchemin et la rivière Chaudière peuvent être brûlées à la première opportunité. […] ». À peine revenus à leur camp, les hommes de Goreham repartent pour une autre expédition. Le 23 août, ils sont à Montmorency et commencent la destruction de tous les établissements jusqu'à Saint-Joachim. Il y a aussi des incendies sur l'île d'Orléans le même jour.
La destruction des villages ne se fait pas sans résistance. Les Rangers rencontrent plusieurs groupes de Canadiens et d'autochtones qui défendent leurs propriétés, et celles de leurs voisins et parents, à coup de fusil. Aussi, la force de Goreham est renforcée par 300 soldats du 43e régiment, sous les ordres du capitaine Alexander Montgomery, pour faire face aux hommes de M. de Portneuf, curé de Sainte-Anne-de-Beaupré. Avec un canon, les Britanniques forcent le camp adverse à sortir des maisons où ils sont barricadés. Les hommes de M. de Portneuf, au nombre d'une trentaine, sont faits prisonniers, tués et scalpés.

#### L'expédition de Scott
Le 22 août, Wolfe écrit : « J'ai l'intention de brûler tous les édifices et les récoltes de l'ennemi sur la Côte-du-Sud. » C'est au major George Scott que sera confié le commandement de cette seconde expédition, qui est mieux connue des historiens que celle de Goreham. En effet, le rapport que Scott produit pour son supérieur Monkton a été conservé. Le 1er septembre, Scott et un détachement de soldats sous son commandement, s'embarquent à la Pointe-Lévy à destination de l'île Madame.
Le 3 septembre, ils débarquent à l'île Madame et le 6, dans l'après-midi, ils franchissent le fleuve. Le lendemain, à 21 h, Scott et ses hommes jettent l'ancre en face de Kamouraska. Le 8 septembre, à 13 h, Scott envoie un petit groupe d'hommes à terre pour patrouiller la région. La patrouille ramène un prisonnier et l'interroge. Le 9 septembre, à 2 h 30, Scott amorce le débarquement de sa troupe, environ trois milles à l'est de l'église de Kamouraska. Les soldats sont tous débarqués vers 14 h. Ils brûlent 56 bâtiments ce jour-là et le lendemain, le 10, ils en brûlent 109 autres, toujours à Kamouraska.
Le 11, Scott fait marcher ses soldats de Kamouraska jusqu'à la rivière Ouelle, où ils brûlent 121 établissements. Le 12, on brûle 55 bâtiments et vole des bêtes au cap au Diable, à l'embouchure de la rivière Ouelle. Le 13, la troupe brûle 216 édifices en remontant la rive est de la rivière Ouelle. Le 14, le matin, la troupe de Scott brûle 151 maisons sur chemin de Rivière-Ouelle à Sainte-Anne et 90 autres de Sainte-Anne à Saint-Roch, en plus d'un sloop et d'une goélette (schooner).
Le 19, Scott écrit dans son rapport qu'il a marché en tout 52 milles de Kamouraska jusqu'au camp britannique sur l'île d'Orléans, et brûlé « 998 bons édifices, deux sloops, deux goélettes, dix chaloupes, plusieurs bateaux et petites voiles, fait 15 prisonniers (six femmes et cinq enfants), tué cinq ennemis, contre un soldat régulier blessé, deux Rangers tués et 4 autres Rangers blessés. »
À la mi-septembre, le camp britannique rapportait avoir détruit « plus de 1 400 fermes » dans les campagnes québécoises, sur les deux côtes le long du fleuve. Un journal de la Nouvelle-Angleterre, le Boston News-Letter, qui en rapportait la nouvelle le 6 décembre, prédisait que l'ennemi mettrait peut-être bien un demi-siècle à s'en remettre.

### Un nouveau plan d'attaque
Pendant que ses hommes bombardent la ville de Québec, incendient et pillent les campagnes québécoises, le général Wolfe mijote un nouveau plan d'attaque. Il en produira en fait plusieurs, et changera d'idée à quelques reprises. Son état de santé s'aggrave au milieu du mois d'août et vers le 19, il fait de la fièvre et doit s'aliter. Il prend du mieux à partir du 25 août et est en voie de récupération selon l'officier Knox. Finalement, le 27 août, il se décide à consulter ses brigadiers, chose qu'il n'a jamais faite avant ce jour. Dans le mémoire qu'il leur rédige, il propose trois plans, tous trois impliquant une attaque sur la ligne de Beauport. Il est convaincu d'une chose : si l'ennemi est attaqué et vaincu, il devra se rendre, car il n'y a plus de provisions dans la ville. C'est ce que les déserteurs du camp adverse lui ont appris.
Les trois brigadiers (Monkton, Townshend et Murray) se rencontrent le 28 août, discutent avec le vice-amiral Charles Saunders et, dans un document daté du 29 août, concluent que les trois plans sont mauvais et que l'armée doit attaquer du côté gauche (ouest) de la ville. Ils préconisent une descente à la Pointe-aux-Trembles (aujourd'hui Neuville), suivi d'un retranchement immédiat à l'endroit le plus convenable des environs. Wolfe accepte leur jugement et tout se met en branle pour l'exécution de ce plan jusqu'au 8 septembre, lorsque le général change d'idée et choisit, sans trop en discuter avec personne, de faire la descente à l'anse au Foulon.
Ainsi, dès le 3 septembre, les Britanniques ont complètement évacué leur camp de Montmorency. Wolfe laisse Carleton à la tête des Royal Americans au camp de l'île d'Orléans, Burton à la tête du 48e régiment à la Pointe-Lévis, et le commandement opère le déplacement du gros de l'armée vis-à-vis la rivière Etchemin, sur la Côte-du-Sud, à l'ouest de Québec. L'équipement militaire est transporté par bateau durant la nuit, devant Québec, et l'on fait marcher les soldats le long du fleuve. Tout se met en place pour un débarquement massif de troupe de l'autre côté du fleuve durant la nuit du 9 septembre. Le matin du 7 septembre, Wolfe et ses brigadiers se rencontrent à bord du Sutherland pour préparer le plan de bataille. Durant la nuit, la flotte de Saunders effectue des mouvements devant Beauport pour donner l'impression qu'un débarquement se prépare de ce côté.
Le lieu de la descente devait être entre la Pointe-aux-Trembles et Saint-Augustin, là où la côte est plus basse qu'ailleurs sur environ 5 miles. Les Britanniques devaient effectuer une feinte de débarquement à la Pointe-aux-Trembles, pendant que le vrai débarquement s'effectuait plus au sud, plus près de Saint-Augustin. Les opérations n'ont pas lieu, car il pleut le 8 septembre. À 1 h 30 le matin du 9, on émet le signal indiquant que les opérations sont remises à plus tard. Quelque 1 500 soldats qui étaient déjà embarqués sont descendus à Saint-Nicholas, pour faire de la place dans les bateaux transporteurs pleins à craquer.

### Bataille des Plaines d'Abraham
C'est vers 4 h du matin le jeudi 13 septembre 1759 que les premières troupes de soldats britanniques débarquent, un peu à l'est de l'anse au Foulon. Vers 8 h, environ 4 600 soldats sont positionnés en lignes de bataille sur un site choisi par James Wolfe.

### Capitulation

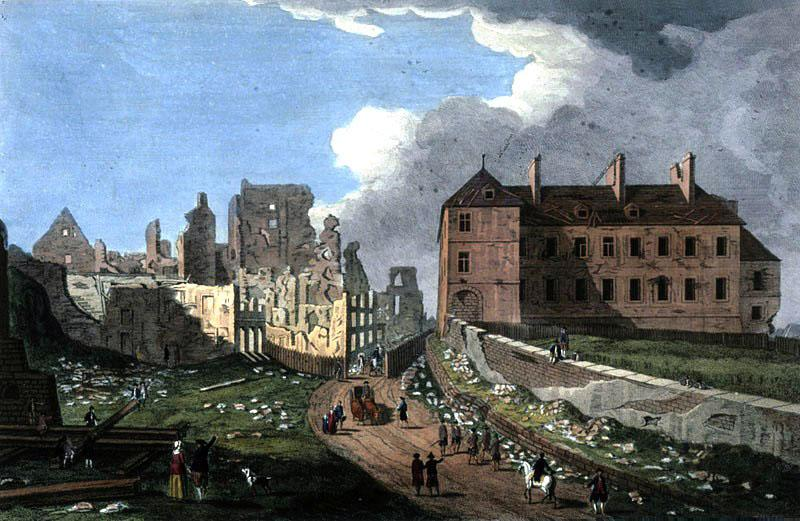
Une vue de l'archevêché de Québec et des ruines autour, tels qu'on peut les voir en montant de la Basse-Ville, en 1759.

Montcalm avait fait entreposer la plus grosse partie de vivres à Trois-Rivières, ne gardant à Québec, que de quoi nourrir le peuple et l'armée durant six semaines. Ramezay reçut également pour instruction, du quartier général du marquis de Vaudreuil, de résister le plus longtemps possible jusqu'à ce que les vivres viennent à manquer.
Le 18 septembre, les articles de capitulation sont signés par Jean-Baptiste Nicolas Roch de Ramezay, lieutenant du roi, au nom de la couronne française, et par l'amiral Charles Saunders et le général George Townshend, au nom de la couronne britannique. L'après midi de la capitulation, des vivres arriveront, mais celle-ci était déjà signée.

## Conséquences
La capitulation est sans conteste un dur coup pour la France. En conséquence de la capitulation vient la reddition de la ville et l'instauration d'un régime militaire britannique, sous la gouverne de James Murray, qui s'étend à tout le gouvernement du district de Québec. L'armée britannique reste cantonnée dans la ville de Québec alors que l'armée française garde la « frontière » qui sépare les districts de Québec et de Trois-Rivières.
Le siège de la ville aura causé des désordres sans précédent au Canada, particulièrement pour les habitants de la région de Québec : l'incursion de la marine britannique dans le fleuve et le débarquement de troupes de soldats au cœur la région la mieux développée du Canada entraînent la mort de milliers de personnes à cause des nombreuses exactions commises sous les ordres de James Wolfe.